# Trimma squamicana
Trimma squamicana és una espècie de peix de la família dels gòbids i de l'ordre dels perciformes.

## Morfologia
- Les femelles poden assolir 2,08 cm de longitud total.[3]

## Hàbitat
És un peix marí de clima tropical que viu fins als 10-48 m de fondària.

## Distribució geogràfica
Es troba a Kiribati.